# Hole In One
Raz w Dziurkę (ang. Hole In One) – amerykański film komediowy z 2010 roku w reżyserii Drew Ann Rosenberg,.

## Opis fabuły
Głównym bohaterem jest Eric - golfowy geniusz, lecz leniwy i bardzo pechowy student. Eric jest bardzo dobrze zapowiadającym się graczem w golfa, ma pieniądze, piękną dziewczynę i korzysta w pełni z uciech życia. Pewnego dnia przegrywa zakład z dwoma psychopatycznymi chirurgami, przez co traci wszystko - pieniądze, dziewczynę i reputację. Razem ze swoim przyjacielem, Tylerem, postanawiają wyzwać chirurgów na ostateczny golfowy pojedynek.